# St. Georg (Leonrod)

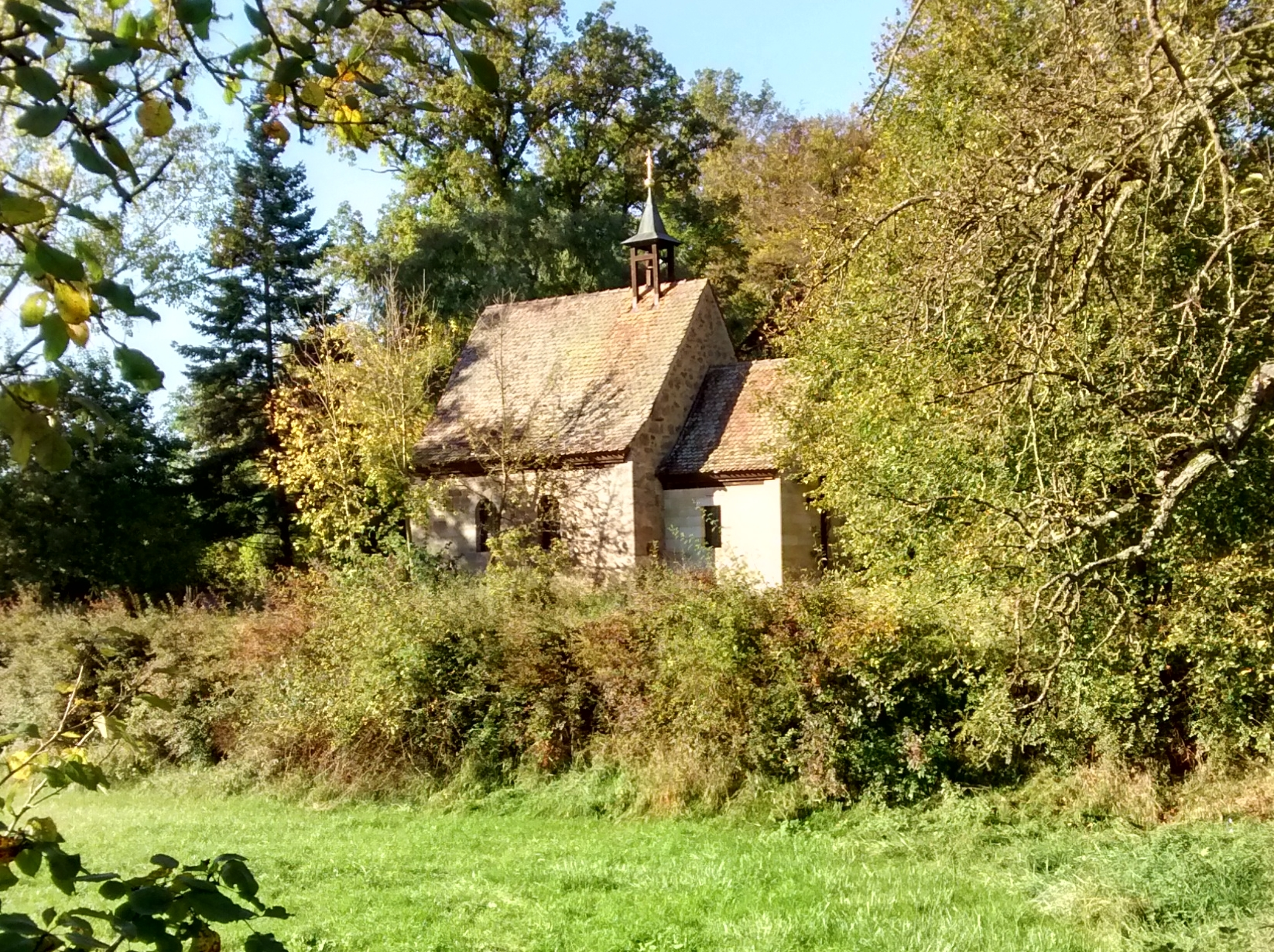
Kapelle St. Georg in Leonrod

Die ehemalige Burgkapelle St. Georg in Leonrod, einem Gemeindeteil des Marktes Dietenhofen im mittelfränkischen Landkreis Ansbach in Bayern, wurde um 1327 errichtet. Die dem heiligen Georg geweihte Kapelle ist ein geschütztes Baudenkmal.
Die Kapelle gehörte zur ehemaligen Wasserburg Leonrod, sie war Teil der Vorburg. Der Saalbau mit Satteldach besitzt einen Dachreiter, der ebenso wie der Altarraum erneuert wurde.